# Clara Halls
Clara Beatrice Engebretson Halls (* 26. Februar 1895 bei Garretson, South Dakota; † 2. Januar 1997) war eine US-amerikanische Lehrerin und Politikerin (Republikanische Partei).

## Werdegang
Clara Beatrice Engebretson wurde 1895 als Tochter von John Christian Engebretson (1867–1935) und seiner Ehefrau Christine (1869–1952) geborene Hove, auf der Familienfarm bei Garretson (Minnehaha County) geboren und wuchs dort auf. Sie hatte fünf Brüder, Oscar Clarence (1890–1968), Elmer Julius (1892–1962), Adolph M. (1900–1900), Ralph Hove (1905–1992) und Rudolph Theodore (1908–2006), sowie drei Schwestern, darunter Alma Oline (1891–1973), und Laura Constance (1898–1992). Zu Schule ging sie in Garretson. Nach ihrem Abschluss an der Garretson High School im Jahr 1913 studierte sie am College der University of South Dakota, wo sie einen Bachelor of Arts erwarb. Ihre Studienzeit war vom Ersten Weltkrieg überschattet. Nach ihrem Abschluss unterrichtete sie mehrere Jahre lang an Schulen.
Am 6. September 1922 heiratete sie Anton C. Halls (1889–1956). Nach ihrer Heirat unterstützte sie ihren Ehemann in seiner Anwaltskanzlei, führte die Aufzeichnungen vom City Auditor und half viele Jahre lang in Steuersachen.
Während des Zweiten Weltkrieges verbrachte sie drei Jahre lang als eine Ausbilderin für Chiffrierung (instructor in code) auf der Sioux Falls Air Base. Sie saß sieben Jahre lang im State Soldiers Home Board.
Engebretson war ein aktives Mitglied der American Legion Auxiliary seit dessen Gründung im Jahr 1919. In diesem Zusammenhang bekleidete sie eine Zeit lang den Posten des State President for the Northwestern Division, welche sieben Staaten umfasst. Des Weiteren war sie ein aktives Mitglied im Order of the Eastern Star. Dabei war sie Past Matron vom lokalen Ortsverband und geprüfte Grand Historian. Über viele Jahre hinweg war sie auch ein aktives Mitglied der Zion Lutheran Church in Garretson. Engebretson organisierte und leitete Kinder- und Jugendchöre, leitete aber auch viele andere Aktivitäten.
Bei den Wahlen im Jahr 1956 wurde sie für eine zweijährige Amtszeit zum Secretary of State von South Dakota gewählt. Sie bekleidete den Posten von 1957 bis 1959.
Im Jahr 1980 wurde sie im Palisade Manor in Garretson aufgenommen.
Nach ihrem Tod im Jahr 1997 wurde sie auf dem Zion Lutheran Church Cemetery in Garretson beigesetzt.

## Trivia
Engebretson hatte eine Blockhütte am Split Rock Creek.